# Astragalus trabzonicus
Astragalus trabzonicus — вид квіткових рослин з родини бобових (Fabaceae). Ареал охоплює такі країни: Туреччина.

## Середовище
Висота проживання: 2300 метрів. Зустрічається на гірських пасовищах. Основними загрозами є втрата середовища існування, спричинена людиною, та деградація, спричинені надмірним випасом худоби та заготівлею сіна.